# Козарника (муниципалитет Димово)
Козарника, также называемая Козарской пещерой и Живаниной отверстие (болг. Козарника) — пещера в Западной Старой Планине, Болгария, на территории муниципалитета Димово, Видинская область. Общая длина пещеры составляет 210 метров. Она была открыта в 1984 году.
Рядом находится электрифицированная пещера Венеца.

## Расположение
Расположена в скалах в 2,2 км к юго-западу от села Гара-Орешец у дороги на Белоградчик. С поворота на дороге поднимитесь по крутой тропе в гору и пройдите около 250 метров до этой пещеры.

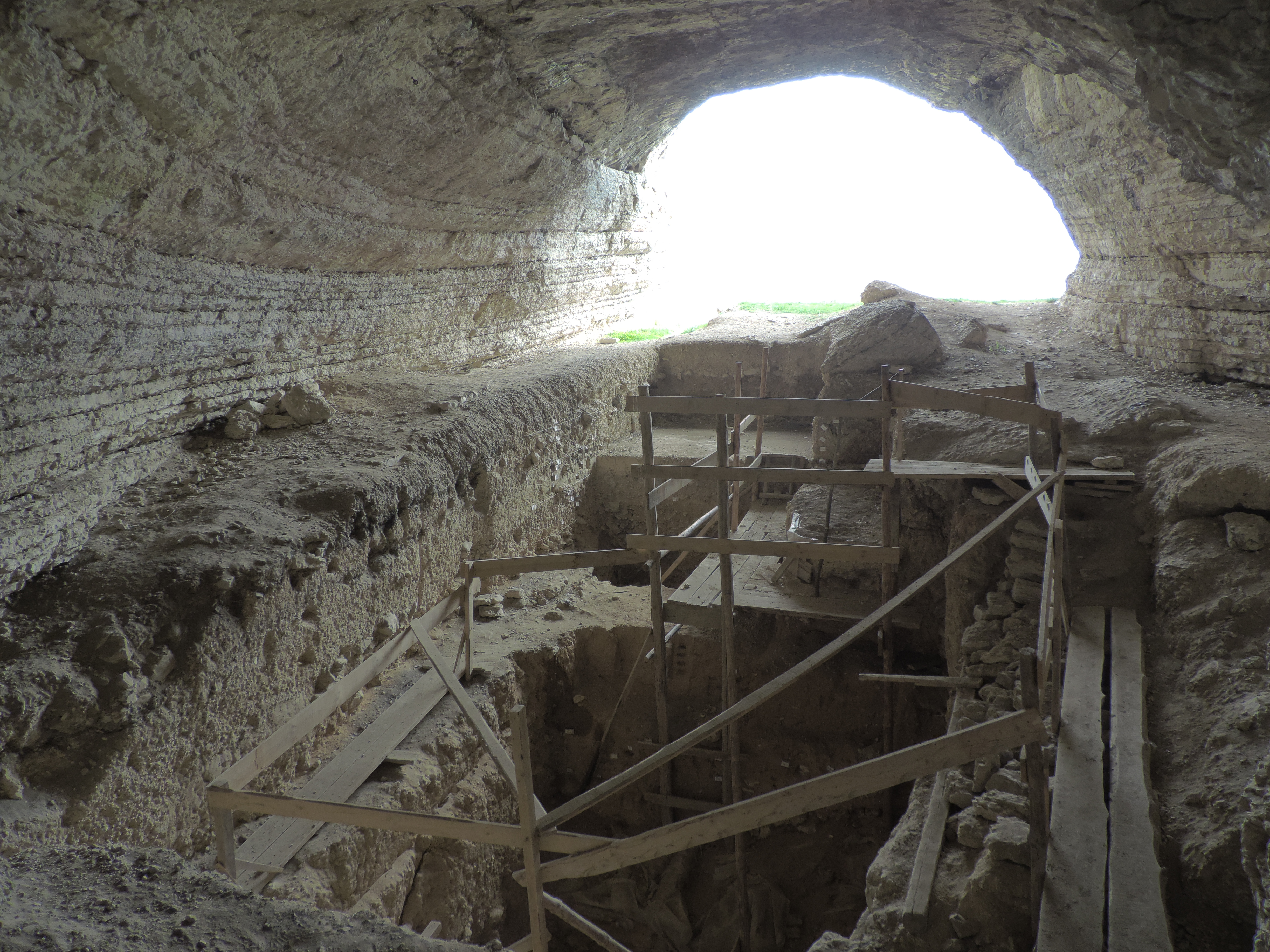
Раскопки на входе

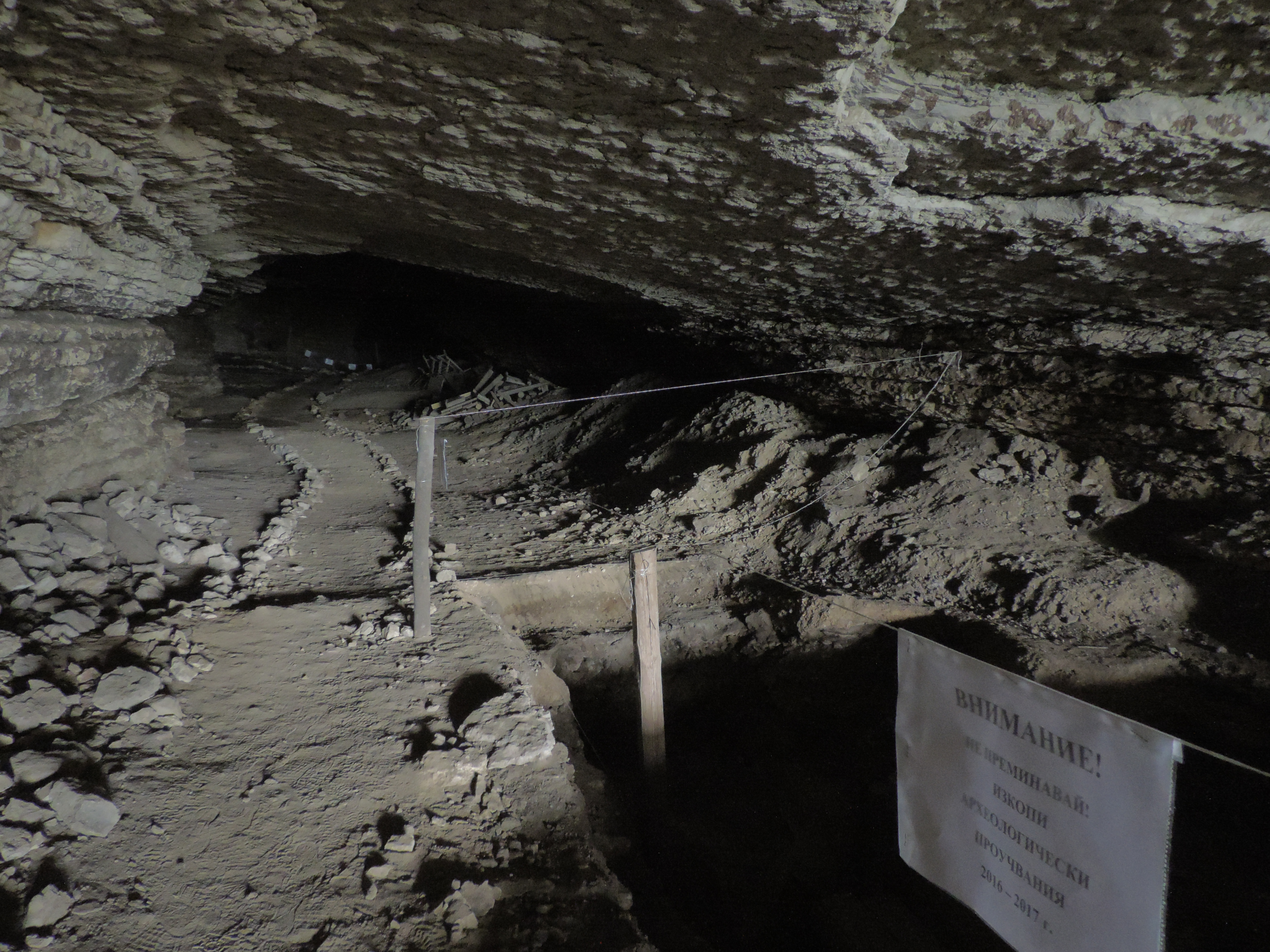
Пещера изнутри

## Археология
С 1996 года в пещере проводятся археологические раскопки, организованные Археологическим институтом, Болгарской академии наук в Софии и Институтом четвертичной геологии и предыстории в Бордо под руководством Николая Сиракова и Жан-Люка Гуадели. Они откапывают культурные ценности эпохи позднего палеолита 37—34 тысячелетий до н. э., который существенно отличается от современных ему находок в Тёмной Дыре и пещере Бачо Киро, демонстрируя сходство с культурами, распространившимися в Западную Европу несколько тысячелетий позже.
Пещера была заселена во времена среднего палеолита, но наибольшее значение имеют самые нижние слои. Их возраст был датирован 1,4 миллиона лет назад. У них был найден зуб человека, возможно это, Homo erectus. Если датировка верна, это будет самое раннее упоминание о присутствии человека в Европе.
Ещё одна находка из слоёв раннего палеолита в пещере вызывает сильные споры. Это несколько костей с надрезами возрастом 1,2 — 1,4 миллиона лет. По мнению археологов, проводивших раскопки, они сделаны намеренно, а не были случайным результатом обработки мяса животного. Эта гипотеза спорна, поскольку, по преобладающему мнению, способность к символическому мышлению появилась у Homo sapiens лишь 50 тысяч лет назад.
В позднеплейстоценовых отложениях палеорнитолог профессор Златозар Боев по костным останкам выделил 43 вида птиц, из которых ископаемой является куропатка, а 4 других исчезли из современной орнитофауны страны. Это тетерев, снежная куропатка, полярная сова и клушица.
Плейстоценовые птицы из Козарской пещеры представляют собой прекрасный пример так называемой «смешанной фауны», содержащая виды, которые сегодня не живут вместе нигде в Европе и мире, например: полярные совы и сипухи, тетерева и желтоклювые горги и т. д. Эта композиция доказывает существование открытых травянистых пространств в сочетании с хвойными и лиственными лесами, то есть мозаика лесостепи.